# Слейд, Айзек
А́йзек Э́двард Слейд (англ. Isaac Edward Slade; род. 26 мая 1981, Денвер) — музыкант, композитор, фронтмен группы The Fray.

## Ранние годы
Айзек родился и вырос в столичном районе города Денвера, штат Колорадо, в семье миссионеров. Кроме него, в семье было ещё два брата — Калеб и Михей. Семья Слейда словацкого происхождения.
Некоторое время Айзек жил в Гватемале, где работали его родители. Там же, учился в миссионерской школе города Кесальтенанго. Посещал христианскую академию в городе Арвада, позже поступил в Денверский университет по специальности «Музыкальное искусство и исследование индустрии развлечений». В конце обучения получил диплом бакалавра музыкального образования.
В восемь лет Айзек начинает петь, через три года уже играет на фортепиано. Свою первую песню написал, когда ему было 16 лет. В средней школе активно учился игре на гитаре.

## The Fray
Будущие партнёры по группе The Fray — Дейв Уэлш и Бен Высоцки предложили Айзеку присоединился к их группе Ember. Однако долго коллектив не просуществовал и скоро распался. Весной 2002 года Слейд случайно встречается с бывшим одноклассником Джо Кингом в местном музыкальном магазине. Эта встреча стала судьбоносной и положила начало созданию группы. Эту идею поддержали знакомые Слейда по его предыдущей группе — Бен Высоцки и Дейв Уэлш.
Так была образована денверская рок-группа The Fray. Вскоре они записывают мини-альбом Movement EP, в 2003 — Reason EP. Новый коллектив подвергается давлению некоторых музыкальных критиков, в частности, со стороны денверского обозревателя альтернативной музыки Westword. Несмотря на негативные отзывы, группа изо всех сил пытается запустить первый сингл. Местная радиостанция KTCL отклонила восемь композиций The Fray, прежде чем поставить в эфир «Cable Car». Эта песня мгновенно обретает популярность и становится самой прослушиваемой песней 2004 года в чарте KTCL.
После этого события The Fray подписывают контракт со студией Epic Records и в сентябре того же года выпускают свой дебютный альбом How To Save A Life.

## Личная жизнь
16 апреля 2006 года женился на Анне Слейд. 17 апреля 2014 года у Айзека и Анны родился сын — Иуда Александр Слейд (англ. Judah Alexander Slade).

## Благотворительность
В 2010 году присоединился к 85 артистам, для совместной записи песни в поддержку пострадавшим от землетрясения на Гаити.
В октябре 2013 года Слейд вместе с группой принял участие в благотворительном концерте Colorado Flood Benefit Concert для жертв наводнения. Концерт собрал около 500 тыс. долларов.

## Вдохновение
В одном из интервью Айзек заявил, что одной из первых песен, которые вдохновили его была «Swallowed» британской рок-группы Bush, и что текст и мелодия песни переехали его достаточно, чтобы продолжить карьеру. На AOL Radio Blog, он писал:
 «Swallowed» стала моим душевным компасом. Я рос в религиозной семье, и вот этот мужчина рассказывает о своём жизненном пути, о том, что надо поступать, как чувствует сердце. Bush была запрещёна в моем доме, что сделало эту группу ещё более таинственной.
Также Айзека вдохновляют: Nine Inch Nails, Queen, Radiohead, R.E.M., Counting Crows, U2, Led Zeppelin.